# Billy Graham: God’s Ambassador
Billy Graham: God’s Ambassador (Billy Graham: Boży ambasador) – amerykański film dokumentalny z roku 2006, w reżyserii Michaela Merrimana, autorem scenariusza jest Henry O. Arnold. Film opowiada o życiu Billy’ego Grahama, amerykańskiego ewangelisty; stworzony został w oparciu o dokumentalne nagrania, przeprowadzono wywiady z prezydentami George’em W. Bushem, George’em H.W. Bushem oraz uczestnikami krucjat Grahama. Film był autoryzowany przez Billy Graham Evangelistic Association (BGEA).
Na IMDb otrzymał trzy i pół gwiazdy (6.6/10). Na Rotten Tomatoes nie był jeszcze oceniany.

## Obsada
- John Akers – jako on sam
- Cliff Barrows – jako on sam
- Ralph Bell – jako on sam
- Richard Bewes – jako on sam
- Barbara Bush – jako ona sama
- George H.W. Bush – jako on sam
- George W. Bush – jako on sam
- Winston Churchill – jako on sam (archiwalne nagrania)
- Robert Cunville – jako on sam
- David Frost – jako on sam
- Billy Graham – jako on sam (archiwalne nagrania)
- Franklin Graham – jako on sam
- Melvin Graham – jako on sam
- Ruth Graham – jako ona sama
- Mordecai Ham – jako on sam (archiwalne nagrania)
- John F. Kennedy – jako on sam (archiwalne nagrania)
- Billy Kim – on sam (jako Rev. Billy Kim)
- Martin Luther King – jako on sam (archiwalne nagrania)
- Henry Kissinger – jako on sam
- Anne Graham Lotz – jako ona sama
- William Martin – jako on sam (biograf)
- Richard Nixon – jako on sam
- George Beverly Shea – jako on sam